# Magiares
Os húngaros ou magiares são um grupo étnico, originário dos montes Urais, que invadiu a Europa Central e estabeleceu-se na Bacia dos Cárpatos no século IX, fundando um Estado que seria posteriormente conhecido como Hungria. Hoje em dia, um dos elementos definidores da etnia magiar é a língua húngara.
Embora o termo "magiar" (do húngaro magyar, "magiar", "húngaro") costume ser empregado como sinônimo de húngaro, por vezes há diferenças de sentido entre um e outro. "Húngaro" pode ser utilizado para referir-se a todos os habitantes do Reino da Hungria (que existiu até 1946) e a todos os cidadãos da República da Hungria (de 1946 até o presente), quer sejam de etnia magiar ou não. Neste caso, usa-se o termo "magiar" para diferenciar os húngaros de etnia magiar dos cidadãos húngaros de outras etnias, como a romena, as eslavas, a alemã etc..
A língua húngara emprega o mesmo termo magyar para designar tanto o membro da etnia como o cidadão húngaro, indistintamente.
Há hoje cerca de 10 milhões de magiares na Hungria (dados de 2001), o que a torna o país mais homogêneo da região, do ponto de vista étnico. Os magiares eram os principais habitantes do Reino da Hungria (que incluía o que são hoje a Eslováquia, a região romena da Transilvânia, a província sérvia da Voivodina e porções menores da Áustria; a Croácia era um reino autônomo sujeito à coroa húngara). Com o fim do Reino da Hungria devido ao Tratado de Trianon, os magiares tornaram-se minoria étnica na Romênia (1 400 000), Eslováquia (520 000), Sérvia (293 000, quase todos na Voivodina), Ucrânia e Rússia (170 000), Áustria (70 000), Croácia (16 500), República Tcheca (14 600) e Eslovênia (10 000). Grupos significativos de origem magiar vivem em outras regiões do mundo, como os Estados Unidos e o Brasil, mas poucos ainda preservam as tradições e a língua húngara, diferentemente dos magiares que habitam os territórios antes pertencentes ao Reino da Hungria.
Realizou-se, em dezembro de 2004, na Hungria, um referendo sobre a outorga da nacionalidade húngara às minorias étnicas magiares da Bacia dos Cárpatos. O referendo teve um comparecimento às urnas menor do que o exigido pela lei e, portanto, não chegou a conclusão acerca do tema.

## Origens remotas
A teoria fino-úgrica é a mais aceita sobre a origem dos magiares. As povoações fino-úgricas no quarto milênio a.C. situavam-se a leste dos Urais. Dali, os ugrianos (ancestrais dos magiares) deslocaram-se para as estepes da Sibéria ocidental, a partir de 2 000 a.C. Aprenderam a agricultura, a pecuária e a trabalhar o bronze. Em cerca de 1 500 a.C., começaram a criar cavalos e a montá-los.
No início do primeiro milênio a.C., os ugrianos tornaram-se pastores nômades e, com a partida dos ob-ugrianos em cerca de 500 a.C., passaram a ser um grupo étnico distinto, os proto-magiares.
Nos séculos IV e V d.C., os proto-magiares atravessaram os Urais na direção oeste, para a região entre os Urais meridionais e o rio Volga. No início do século VIII, parte dos proto-magiares deslocou-se para o rio Don, onde eram súditos do Canato cazar. Segundo a tradição, os magiares organizaram-se em sete tribos, chamadas Jenő, Kér, Keszi, Kürt-Gyarmat, Megyer (Magyar), Nyék e Tarján.
Em torno de 830, devido a uma guerra civil no canato, os magiares e três tribos cabares deslocaram-se para a região entre os Cárpatos e o rio Dniepre. Entre 895-896, os magiares começaram a atravessar os Cárpatos na direção oeste, talvez devido aos ataques externos dos pechenegues e búlgaros. Na bacia dos Cárpatos, encontraram eslavos e alguns ávaros.

## História
Os historiadores creem que as tribos nômades magiares entraram na bacia dos Cárpatos sob a liderança do chefe tribal Árpád, em 896. Dedicando-se inicialmente a incursões e ataques por toda a Europa (da Dinamarca à Península Ibérica), os magiares tiveram a sua expansão bloqueada na Batalha de Lechfeld em 955. O Estado por eles criado na bacia dos Cárpatos recebeu a aprovação do Papa em 1001, com a conversão ao cristianismo dos líderes e o reconhecimento de Estêvão I como rei da Hungria.
Quando da conquista húngara, a nação magiar contava provavelmente entre 250 000 e 450 000 pessoas. A população eslava preexistente foi absorvida pelos recém-chegados, com exceção dos habitantes dos territórios hoje pertencentes à Eslováquia e à Croácia.
A primeira contagem populacional a incluir a origem étnica no Reino da Hungria foi levada a efeito em 1850-1851. Embora sejam objeto de animada discussão entre os húngaros e seus vizinhos até hoje, as estimativas mais aceitas pelos historiadores para a composição étnica da Hungria ao longo da história são as seguintes:
- Ao longo da Idade Média, 80% de magiares na bacia dos Cárpatos, número que declinou a partir da invasão otomana até atingir apenas 39% no final do século XVIII (ou 29%, para historiadores de fora da Hungria). A partir daí, a participação magiar declinou ainda mais, devido ao povoamento do Reino da Hungria por outras etnias (alemães, sérvios, etc.).
- Os historiadores não magiares tendem a enfatizar o caráter multiétnico da Hungria até mesmo durante a Idade Média e argumentam que não haveria razões para uma flutuação drástica na composição étnica do país, com os magiares mantendo uma participação de 30 a 40% da população através da história. Há um furioso debate entre húngaros e romenos acerca da história da composição étnica da Transilvânia.

Cabe ter em mente que o debate sobre a composição étnica da região ao longo da história é frequentemente contaminado por questões políticas e argumentos nacionalistas.
No século XIX, a participação dos magiares na composição étnica do Reino da Hungria aumentou gradualmente, até atingir mais de 50% em 1900, em parte, também, devido a um processo de magiarização instituído entre 1867 e a Primeira Guerra Mundial.
Com a derrota da Áustria-Hungria na Primeira Guerra e a imposição aos vencidos dos termos do Tratado de Trianon, o Reino da Hungria foi dividido e perdeu 70% de seu território e 60% de sua população para países vizinhos, inclusive 28% de magiares que se tornaram minorias étnicas fora do novo território da Hungria.
No século XX, a população magiar da Hungria aumentou de 7,1 milhões para 10,4 milhões entre 1920 e 1980, apesar da grande perda de vidas na Segunda Guerra Mundial e da onda de emigração após a fracassada Revolução de 1956. A população magiar nos países vizinhos decresceu devido a assimilação e emigração para a Hungria e diminuição natural. A Hungria passa hoje por uma crise demográfica semelhante à da maioria dos demais países europeus: envelhecimento e declínio populacional.

## Origem da palavra "húngaro"
A palavra advém do termo eslavo antigo og(ъ)r, que designava os proto-magiares. Entrou no vocabulário das línguas europeias através dos idiomas germânicos: (H)ungarus, (H)ungarn, Vengry, etc.. O termo eslavo provavelmente deriva de seus confederados do século VI, os onogures. O "h", presente em diversas línguas, provém da palavra "huno", aos quais alguns historiadores associavam os magiares (teoria hoje desacreditada).

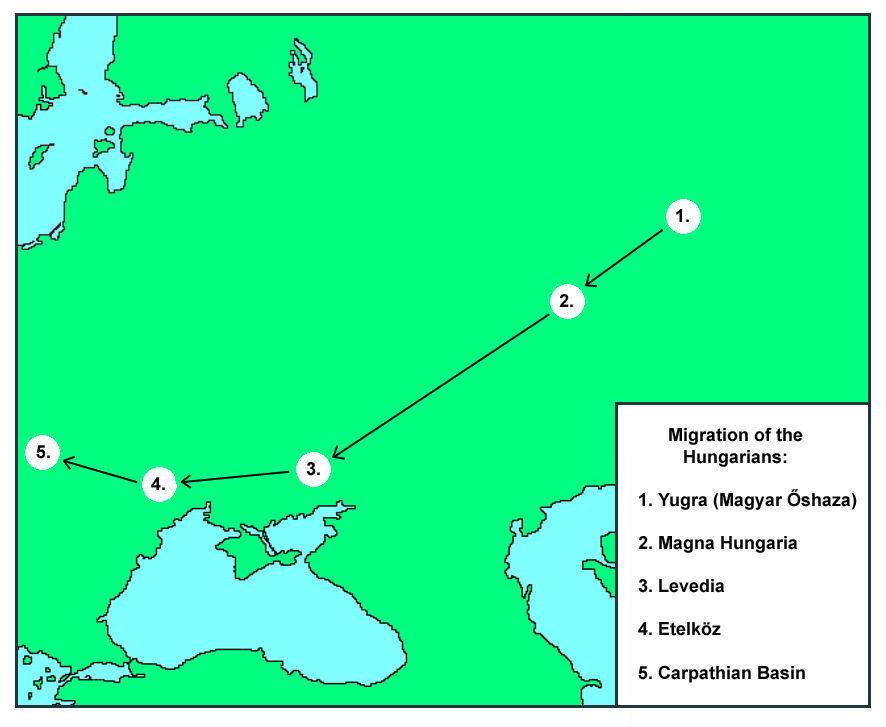
A migração magiar
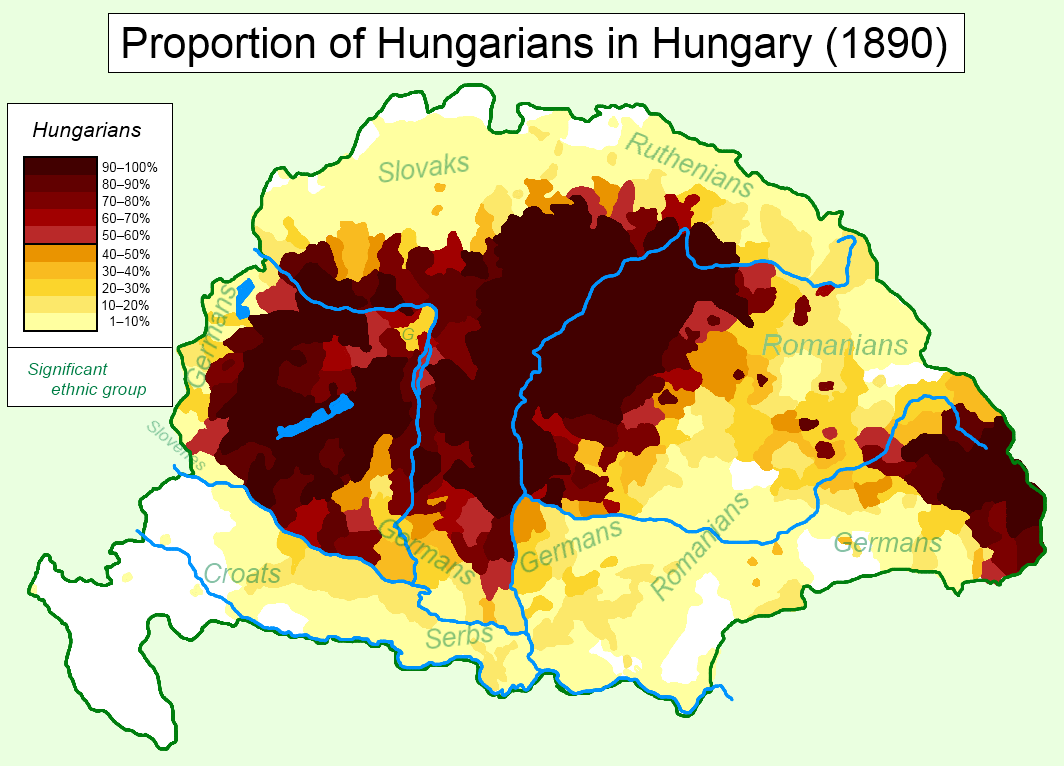
Magires na Hungria em 1890
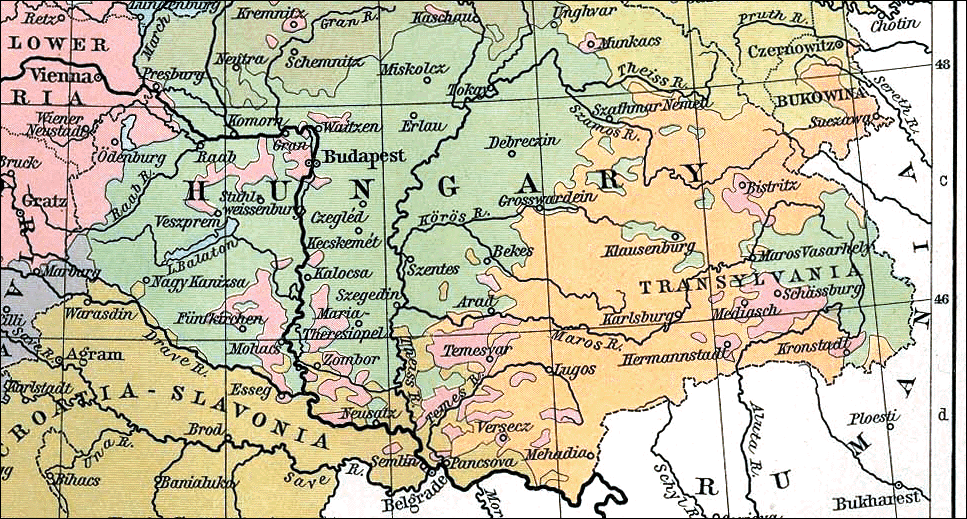
Magiares no Império Áustro-Húngaro em 1911
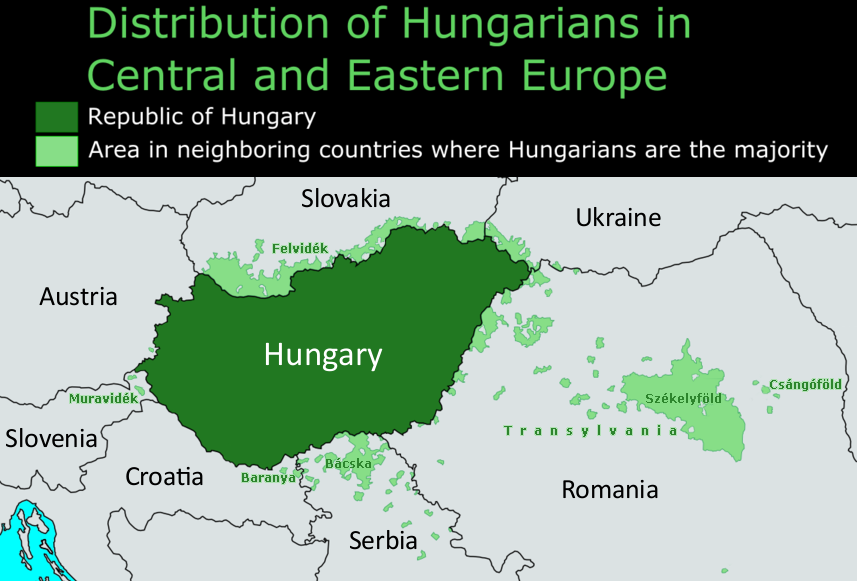
Magiares fora da Hungria